# Hrvatska vjernost
Hrvatska vjernost je glasilo Komisije Hrvatske biskupske konferencije i Biskupske konferencije Bosne i Hercegovine za hrvatski martirologij. ISSN je 1846-6990. Izlazi od 2005. godine.
Glavni urednik je dr. Ante Bežen.
Tematske cjeline glasila su: 
- Djelatnost Komisije za hrvatski martirologij
- Dan hrvatskih mučenika i ostalo vezanu uz Crkvu hrvatskih mučenika
- Vijesti iz vice/postulatura za proglašenje hrvatskih mučenika.

## Vanjske poveznice
- Naslovnica 10. broja  Arhivirana inačica izvorne stranice od 10. rujna 2014. (Wayback Machine)